# Anisoperas affinitata
Anisoperas affinitata là một loài bướm đêm trong họ Geometridae.